# Орлова (річка)
Орлова — річка в Україні й Білорусі, у Сарненському  й Столінському районах Рівненської й Берестейської областей. Права притока Льви, (басейн Прип'яті).

## Опис
Довжина річки приблизно 6,50 км, найкоротша відстань між витоком і гирлом — 6,07  км, коефіцієнт звивистості річки — 1,07 . Річка формується декількома безіменними струмками, загатами та повністю каналізована.

## Розташування
Бере початок на південно-східній околиці села Переброди. Тече переважно на північний захід і в урочищі Орлове впадає у річку Льву, ліву притоку Ствиги.

## Цікавий факт
У XIX столітті річка протікала через урочище Млище.